# Come Get Your Wife
Come Get Your Wife è il terzo album in studio della cantante e musicista statunitense Elle King, pubblicato nel 2023.

## Tracce
1. Ohio – 4:31
2. Before You Met Me – 3:00
3. Try Jesus – 3:06
4. Drunk (And I Don't Wanna Go Home) (featuring Miranda Lambert) – 4:04
5. Lucky – 3:14
6. Worth a Shot (featuring Dierks Bentley) – 3:31
7. Tulsa – 2:42
8. Crawlin' Mood – 2:33
9. Bonafide – 3:02
10. Blacked Out – 3:26
11. Out Yonder – 3:23
12. Love Go By – 3:42